# Uber Cup
Uber Cup er en badmintonturnering for kvindelige landshold, der arrangeres af Badminton World Federation. Den har været afholdt hvert andet år siden 1984; før det var det hvert tredje år siden starten i 1957. Slutrunden omfatter tolv hold og har siden 1984 været afholdt parallelt med det mandlige modstykke, Thomas Cup, og slutrunden betegnes derfor ofte som Thomas & Uber Cup. Turneringen er opkaldt efter initiativtageren, den engelske badmintonspiller Betty Uber.
I årenes løb har kun fire lande vundet turneringen: Folkerepublikken Kina har vundet ti gange, Japan har vundet fem gange, mens Indonesien og USA hver har vundet tre gange.
Turneringens slutrunde har siden 1984 været afviklet i Asien, men før det blev den afholdt skiftende steder, blandt andet i USA og New Zealand.

## Format
Ved slutrunden opdeles holdene i fire grupper med tre i hver, hvor alle spiller mod alle, og hvorfra vinderen går videre, mens toerne og treerne kæmper indbyrdes efter knockoutsystemet om retten til at møde vinderne i kvartfinalen. Derefter foregår resten af turneringen efter knockoutsystemet.
Hver kamp består af fem matches: Tre singler og to doubler. Før 1984 blev der spillet syv eller ni matches pr. kamp.

## Danmarks resultater
Danmarks badmintonlandshold har deltaget femten gange og været i finalen tre gange, hvilket gør holdet til det bedste europæiske (Holland og England har hver været i finalen én gang). De to af finaledeltagelserne var i 1957 og 1960 (de to første afholdelser af turneringen), hvor det begge gange blev til nederlag til USA.  
Seneste finale opnåede holdet i 2000, hvor det dog blev til et 0-3 nederlag til Kina. Hertil kan lægges fire semifinalepladser siden 1984.

## Resultater

### Finaler
| År      | Vinder     |
| ------- | ---------- |
| 1956-57 | USA        |
| 1959-60 | USA        |
| 1962-63 | USA        |
| 1965-66 | Japan      |
| 1968-69 | Japan      |
| 1971-72 | Japan      |
| 1974-75 | Indonesien |
| 1977-78 | Japan      |
| 1980-81 | Japan      |
| 1984    | Kina       |
| 1986    | Kina       |
| 1988    | Kina       |
| 1990    | Kina       |
| 1992    | Kina       |
| 1994    | Indonesien |
| 1996    | Indonesien |
| 1998    | Kina       |
| 2000    | Kina       |
| 2002    | Kina       |
| 2004    | Kina       |
| 2006    | Kina       |
| 2008    | Kina       |
| 2010    | Sydkorea   |